# Чёрное (Волосовский район)
Чёрное — деревня в Рабитицком сельском поселении Волосовского района Ленинградской области.

## История
На карте Ингерманландии А. И. Бергенгейма, составленной по шведским материалам 1676 года, упоминается как деревня Sorna.
На шведской «Генеральной карте провинции Ингерманландии» 1704 года — как Sårnabÿ.
Как деревня Сорна она обозначена на «Географическом чертеже Ижорской земли» Адриана Шонбека 1705 года.
Деревня Чёрная упомянута на карте Ингерманландии А. Ростовцева 1727 года.
Мыза Чёрновская упоминается на карте Санкт-Петербургской губернии Я. Ф. Шмидта 1770 года.
На карте Санкт-Петербургской губернии Ф. Ф. Шуберта 1834 года она обозначена как деревня Чёрная, состоящая из 65 крестьянских дворов.

ЧЕРНАЯ — деревня принадлежит Савельевой, провиантмейстерше, число жителей по ревизии: 231 м. п., 230 ж. п.;
 При ней: мельница мукомольная. (1838 год)

Согласно карте Ф. Ф. Шуберта 1844 года деревня называлась Чёрная и состояла из 63 дворов.

ЧЕРНАЯ — деревня госпожи Савёловой, по просёлочной дороге, число дворов — 65, число душ — 201 м. п. (1856 год)

ЧЁРНАЯ — деревня владельческая при реке Леможе, по левую сторону просёлочной дороги от с. Рожествена к казённой Изварской лесной даче, число дворов — 75, число жителей: 206 м. п., 260 ж. п. (1862 год)

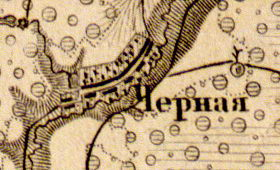
Деревня Чёрное на карте 1863 года

Согласно карте из «Исторического атласа Санкт-Петербургской Губернии» 1863 года деревня называлась  Чёрная, к северо-западу от деревни находилась водяная мельница.
Согласно материалам по статистике народного хозяйства Царскосельского уезда 1888 года, мыза Черная принадлежала местному крестьянину Е. Данилову.
В конце XIX — начале XX века деревня административно относилась к Сосницкой волости 2-го стана Царскосельского уезда Санкт-Петербургской губернии.
По данным «Памятной книжки Санкт-Петербургской губернии» за 1905 год мыза Чёрная площадью 290 десятин принадлежала крестьянам Ефиму Данилову и Матвею Яковлеву.
К 1913 году количество дворов в деревне увеличилось до 112.
С 1917 по 1923 год деревня Чёрное входила в состав Черновского сельсовета Сосницкой волости Детскосельского уезда.
С 1923 года в составе Троцкого уезда.
Согласно данным переписи населения СССР 1926 года в деревне Чёрное Репольского сельсовета Сосницкой волости проживали 468 человек — большинство русские, а также финны и эстонцы.
С 1927 года в составе Волосовского района.
С 1928 года в составе Сосницкого сельсовета.

Деревня Чёрная на карте 1934 года

Согласно топографической карте РККА 1934 года деревня насчитывала 112 дворов.
Деревня была освобождена от немецко-фашистских оккупантов 28 января 1944 года.
С 1963 года в составе Кингисеппского района.
С 1965 года вновь в составе Волосовского района. В 1965 году население деревни Чёрное составляло 185 человек.
По данным 1966 и 1973 годов деревня Чёрное находилась в составе Сосницкого сельсовета.
По данным 1990 года деревня Чёрное находилась в составе Изварского сельсовета.
В 1997 году в деревне Чёрное проживал 61 человек, деревня относилась к Изварской волости, в 2002 году — 83 человека (русские — 99 %), в 2007 году — 59 человек.
В мае 2019 года Изварское сельское поселение вошло в состав в Рабитицкого сельского поселения.

## География
Деревня расположена в восточной части района на автодороге 41К-361 (Извара — Чёрное).
Расстояние до административного центра поселения — 5 км.
Расстояние до ближайшей железнодорожной станции Волосово — 20 км.
Через деревню протекает река Чёрная. После её слияния в деревне с рекой Изварка начинается река Лемовжа.

## Демография
| 1862 | 1897 | 2002 | 2007 | 2010 | 2017 |
| ---- | ---- | ---- | ---- | ---- | ---- |
| 466  | ↗508 | ↘83  | ↘59  | ↗82  | ↘77  |

### Национальный состав
Согласно данным Всероссийской переписи населения 2021 года в деревне проживали 97 человек, все русские.

## Улицы
Лесная, Полевая, Прибрежная, Речная.